# 피장파장의 오류
피장파장의 오류(-誤謬, 라틴어: tu quoque)는 인신공격의 오류의 일종으로 주장의 제시자의 비일관성이나 도덕성의 문제 등을 이유로 제시된 주장이 잘못이라고 판단하는 오류이다.

## 설명
이 오류는 주장 자체의 적절성 대신 상대의 위선이나 도덕성을 지적하는 것에 초점을 두는 방식, 즉 위선에의 호소(appeal to hypocrisy)와 관련된다. 주장자의 문제점을 공격하여 대중으로 하여금 주장의 내용이 옳지 않다고 느끼게 하는 전략으로 비형식적 오류로 간주된다. 다른 표현으로는 Tu quoque의 영어표현인 "너도 마찬가지! (You too!)" 등이 있다.
피장파장의 오류의 논증 구조는 다음과 같다.
1. A가 B에 대하여 X라고 비판하는 주장을 한다.
2. B는 A도 X에 해당한다고 주장한다.
3. 따라서 X는 틀린 주장이며 A는 위선자이다.

위와 같은 구조로 진행되는 논증은 오류이다. 왜냐하면 이 논증은 A가 위선자임을 밝히는 것이기는 하나 주장 X를 반박하는 근거는 되지 못하기 때문이다.
피장파장의 오류는 "훈제 청어 (red herring)" 전략의 일종으로 사용될 수 있다.

## 예시
철수: 영희는 국어 숙제를 빼먹었습니다. 그러므로 영희는 벌을 받아야 합니다.

영희: 철수 너도 숙제 안했잖아?

위의 예시에서 영희는 철수의 주장을 반박하는 대신 철수가 같은 행위를 했음을 환기하여 주장이 반박된 것처럼 보이려 하는 피장파장의 오류를 범하고 있다.
의사: 음주와 흡연은 고혈압과 당뇨를 유발할 수 있으니 조절하십시오.

환자: 에이, 의사 선생님도 술, 담배 하시잖아요.

위의 예시에서 환자는 의사가 주장하는 바에 위선이 되는 행동을 함을 지적하나 음주와 흡연이 고혈압과 당뇨를 유발할 수 있다는 사실 자체에 대한 반박이 아니므로 피장파장의 오류이다.

## 같이 보기
- 일반화의 오류
- 인신공격의 오류
- 군중에 호소하는 오류